# Johannes Maximilian Avenarius
Johannes Maximilian Avenarius (ur. 7 stycznia 1887 r. w Gryfowie Śląskim, zm. 21 sierpnia 1954 r. w Berlinie) – niemiecki malarz, grafik i ilustrator.

## Życiorys
Urodził się 7 stycznia 1887 r. w Gryfowie Śląskim jako jeden z czwórki dzieci i trzech synów radcy prawnego Ludwiga i Heleny z domu Rühlmann. Wywodził się ze starej kupieckiej rodziny, która w okresie renesansu przyjęła nazwisko od Avena (łac. owies). Jego stryjami byli Richard (filozof i nauczyciel Carla oraz Gerharta Hauptmannów) i Maximilian (malarz). Na przełomie XIX i XX w. rodzina przeprowadziła się do Jeleniej Góry, gdzie rozpoczął naukę w gimnazjum. Edukację kontynuował w Gimnazjum Melanchtona w Wittemberdze. W latach 1905–1909 studiował na Akademii Sztuk Pięknych w Dreźnie, a jednocześnie w latach 1907–1908 był wolnym słuchaczem na Uniwersytecie w Monachium, gdzie interesowała go psychologia, filozofia i historia sztuki. W 1908 r. otrzymał państwowe stypendium na podróż studyjną do Wenecji. W latach 1911–1912 odbył służbę wojskową.
W 1907 r. poznał Gerharta Hauptmanna, z którym się zaprzyjaźnił i w następnych latach wielokrotnie malował jego portrety, ilustrował prace i uczestniczył w prapremierach sztuk i innych uroczystościach. Od 1910 r. tworzył we Wrocławiu, malując pejzaże i portrety. Podczas Wystawy Stulecia w 1913 r. miała miejsce jego pierwsza wystawa indywidualna, na której zaprezentował ok. 30 portretów znanych Ślązaków (zaginęły podczas oblężenia Wrocławia w 1945 r.). W tym samym roku wykonał freski w kościele w Starej Kopernii. W 1914 r. ze względu na wybuch I wojny światowej musiał odrzucić propozycję pracy wykładowcy na Uniwersytecie Columbia w Nowym Jorku.
Powołany do wojska jako oficer rezerwy, został ciężko ranny we Francji. Po rekonwalescencji pracował do końca wojny w oddziale kartograficznym Sztabu Generalnego w Berlinie. 14 maja 1918 r. w Berlinie-Wilhelmsdorfie wziął ślub z Elisabeth Gabriele Reuter, a 26 lutego 1919 r. urodził się ich syn Klaus-Ludwig, który jednak zmarł po 5 tygodniach. Małżeństwo rozwiodło się 20 czerwca 1922 r.
Od 1918 tworzył głównie grafiki, projekty dyplomów oraz malarstwo ścienne. Od 1927 r. coraz więcej czasu poświęcał pisarstwu, debiutując powieścią Schoepse Christel w dialekcie śląskim. W 1922 r. Gerhart Hauptmann zlecił mu wykonanie fresków w holu willi Wiesenstein w Jagniątkowie, ufundowanych przez filantropa Maxa Pinkusa. Avenarius z asystentem w Hali Rajskiej stworzył freski z motywami z dzieł Hauptmanna, biblijnymi i biograficzne z życia Hauptmanna, zaś w latach 1923–1925 wykonywał freski w pomieszczeniach reprezentacyjnych i halach w Göteborgu, Berlinie i Wiedniu, a także niezachowane dekoracje ścienne poświęcone żołnierzom poległym w I wojnie światowej w kościele Najświętszej Marii Panny w Jeleniej Górze. W 1924 r. został nauczycielem zdobnictwa w Państwowej Szkole Sztuki i Przemysłu Tekstylnego w Plauen, a rok później profesorem grafiki w Akademii Sztuk Pięknych w Lipsku. 5 lutego 1926 r. ożenił się we Wrocławiu z malarką i graficzką Anną Marią Ronge.
W 1933 r. został usunięty przez nazistów z ASP w Plauen i przejściowo uwięziony m.in. z powodu swoich powiązań z niewygodnymi dla nazistów artystami, jak Wassily Kandinsky, Paul Klee i Lyonel Feininger. W 1934 r. wrócił na Śląsk, gdzie wykonywał polichromie i metaloplastykę w kościołach i budynkach sanatoryjnych w Sokołowsku, Wałbrzychu , Mieroszowie i Szczawnie Zdroju – w latach 2022-2025 udało się odsłonić i zakonserwować freski z kościoła w Sokołowsku, które zamalowano w latach 60. lub 70. W 1936 r. kupił i przebudował dom w Unisławiu Śląskim. W 1946 r. opuścił Śląsk i przeniósł się do Berlina–Müggelheim. W latach 1947-1948 namalował duże obrazy ołtarzowe dla kościołów ewangelickich w Köpenick i Berlinie-Niederschöneweide, jak również portrety i grafiki. W latach 1949–50 malował obraz Błogoslawieństwo rolników w drewnianym barokowym zamku w Grippenberg Slot, a w 1950 r. fresk w kościele św. Piotra w Berlinie. W 1952 r. z okazji 90. urodzin Hauptmanna przygotował i wydał jego wiersze w nowym tomie.
Zmarł 21 sierpnia 1954 r. w Berlinie, po krótkiej chorobie i został pochowany na Cmentarzu Mikołaja w Görlitz, niedaleko grobu Jakoba Böhme.
Ocalałe grafiki, szkice, projekty dyplomów i wydawnictw znajdują się w Muzeum Historii Kultury w Görlitz, a w zbiorach Muzeum Karkonoskiego w Jeleniej Górze znajdują się dwa portrety z 1940 r.: Gerharta Hauptmanna i Hermanna Stehra.